# 池本喜巳
池本 喜巳（いけもとよしみ、1944年5月20日 - ）は、日本の写真家。鳥取県鳥取市出身。
東川町国際写真フェスティバル飛彈野数右衛門賞（特別賞）、鳥取県文化功労賞、鳥取県出版文化賞、鳥取市文化賞等を受賞。
1977年より写真家・植田正治の助手を務めながら（ - 1996年）、拠点の鳥取市を中心に、山陰の風景や個人商店、人物などを数多く記録している。
三徳山三佛寺のような文化財撮影などの記録写真のアートワークだけでなく、幅広い分野のアーティストとの共同制作・展示や、写真のもつ可能性を追究した現代アート的な作品制作にも取り組んでおり、国内外で発表、高く評価されている。

## 略歴
- 1944年 - 鳥取市に生まれる
- 1967年 - 日本写真専門学校を卒業した後、萩原建スタジオに入社
- 1970年 - 池本喜巳写真事務所を設立
- 1995年 - 「フォトシンポジウムin沖縄」に講師として参加
- 1999年 - 鳥取市文化賞を受賞
- 2003年 - 「池本喜巳写真集 三徳山三仏寺」で鳥取県出版文化賞を受賞
- 2016年
  - 池本喜巳小さな写真美術館を開館
  - 第32回東川賞飛彈野数右衛門賞を受賞[1]
  - 鳥取県文化功労賞を受賞[2]

## 評価
日本写真家協会へは三木淳、植田正治が推薦人となった。
1984年、銀座ニコンサロンで開催した写真展『そでふれあうも』にて、イベントの司会を務めたのが三木淳。
植田正治からは「僕の写真は出会いと発見と構成だけど池本君の写真は出会いと発見と瞬間だね。」と評されており、植田は「私は運動神経が悪いから君（池本）みたいなスナップは取れない」と話していた。池本はその後、植田の意思を継ぎ、生涯を通して山陰を記録し続けている。

## エピソード
1978年の「第9回アルル国際写真フェスティバル」では渡航中に奈良原一高とともにアルルの街を1日撮影。旅程中に、寺山修司から当時人気絶頂であった劇団『天井桟敷』のメンバーに誘われたものの池本は写真家になることを告げて断り、寺山は無言でいたという。

## 書籍

### 写真集
- 『鳥取県の道』 イナバ自動車学校、1990年。
- 『そでふれあうも』 GIP Tokyo、1993年。
- 『鳥取東照宮別当寺 大雲院 祈りの造形』 大雲院、1996年。
- 『池本喜巳作品集 鳥取百景』 鳥取銀行、1999年。
- 『せせらぎの詩 四季のうつろい』建設省殿ダム工事事務所・鳥取県国府町、2000年。
- 『池本喜巳写真集 三徳山三佛寺』 新日本海新聞社、2002年。ISBN 4-9901342-0-6
- 『万葉のふるさと 国府町の民具』 国土交通省中国地方整備局殿ダム工事事務所・鳥取県国府町、2003年。
- 『近世店屋考』 合同印刷株式会社、2006年。
- 『因伯の肖像 未来への記憶』 今井印刷株式会社、2014年。ISBN 978-4-906794-46-1
- 『そでふれあうも2』 合同印刷株式会社、2014年。ISBN 978-4-907622-00-8

### その他
- 木本健二『私の鳥取』今井出版、2008年10月。ISBN 978-4-901951-38-8
- 井浦新『井浦新の日曜美術館』青幻舎、2014年8月。ISBN 978-4-86152-450-9